# بلوتشي بايين
بلوتشي بايين (بالفارسية: بلوچی پایین) هي قرية تقع في منطقة بولان في إيران. يقدر عدد سكانها بـ 504 نسمة بحسب إحصاء 2016.